# Franz Colleselli
 Franz Colleselli  (* 16. Jänner 1922 in Absam; † 21. August 1979 in Hall in Tirol) war ein österreichischer Volkskundler.

## Leben
Nach dem Besuch des Franziskanergymnasiums in Hall in Tirol studierte Colleselli Geschichte und Kunstgeschichte an der Universität Innsbruck und besuchte dabei Vorlesungen von Nikolaus Grass, Hans Kramer und Hermann Wopfner. 1949 beendete er seine Studien mit der Dissertation über die Geschichte Tirols zur Zeit Ferdinand I. von 1540 bis 1552. Es folgte eine Anstellung im Tiroler Landesarchiv, schließlich holte ihn Josef Ringler in das Tiroler Volkskunstmuseum, dessen Direktor er 1959 wurde. In seinen Veröffentlichungen thematisierte Colleselli vor allem Bereiche des traditionellen Kanons der Volkskunde, insbesondere Krippen und Möbel.

## Publikationen (Auswahl)
- Alpenhäuser und ihre Einrichtung, Innsbruck 1963.
- Bauernmöbel in den Alpen, Innsbruck 1969.
- Die Hofkirche und das Maximiliansgrab in Innsbruck, Innsbruck 1971.
- Begleiter durch das Tiroler Volkskunstmuseum, Innsbruck 1973.